# Johann Heinrich Kant
Johann Heinrich Kant (* 4. November 1735 in Königsberg i. Pr.; † 22. Februar 1800 im Gouvernement Kurland) war ein evangelischer Pastor in Kurland. 

## Leben
Noch von seinem elf Jahre älteren Bruder Immanuel Kant unterrichtet, studierte Johann Heinrich Kant an der Albertus-Universität Königsberg Evangelische Theologie. Nach dem Examen war er 15 Jahre lang Hofmeister im Herzogtum Kurland und Semgallen. 1774 ging er als Konrektor an die Stadtschule zu Mitau, die im folgenden Jahr zur Academia Petrina wurde. Kant wurde ihr Rektor. 1781 wechselte er als Pastor in das Kirchspiel Alt-Rahden (Vecsaule). Als 1795 das russische Gouvernement Kurland entstand, kam das Kirchspiel zum Kurländischen Konsistorialbezirk. In Philologie, Mathematik und Geschichte sollen die Kenntnisse des jüngeren Kant „nichts weniger als alltäglich“ gewesen sein. Die Verbindung mit seinem älteren Bruder wurde nur durch seltene Briefe unterhalten. Walter Benjamin hat einen in Deutsche Menschen aufgenommen. 
Aus der 1775 geschlossenen Ehe mit Maria geb. Havemann (1748–1831), einer Kaufmannstochter aus Libau, hatte Johann Heinrich Kant fünf Kinder, darunter Henriette Kant (1783–1850). Sie heiratete Baron Friedrich von Stuart (1761–1842). Obwohl Immanuel Kant seine Schwägerin und ihre Kinder wohl nie gesehen hatte, hinterließ er ihr eine großzügige Erbschaft.

„Der Zölibat hat seine Annehmlichkeiten, solange man jung ist. Im Alter muß man verheiratet sein oder sich gefallen lassen, ein mürrisches, trauriges Leben zu führen.“